# 이남교
이남교(高弘昇, 1947년~)은 대한민국의 교육자이며, 경일대학교의 총장을 지냈다. 대한민국과 일본 내의 교육 환경 개선에 힘 썼으며, 재단법인 요시모토 장학회와 가네자와 기념 육영재단 등을 설립해 한국어 보급과 재일 한국인들의 권익보호를 위해 힘썼다.

## 수상
- 대통령 표창[1]
- 서울시 교육감 표창[1]
- 재일민단중앙본부단장 표창[1]
- 규슈 대학 총장 표창[1]
- 대한민국나눔대상 특별대상

## 저서

### 소설
- 《삼국기》[1]
- 《현해탄의 가교》[1]
- 《잊을 수 없는 산하》[1]

### 시집
- 《그대 그리움이 여울질 때면》[1]